# Павловка (Барышский район)
Павловка — село в Барышском районе Ульяновской области. Входит в состав Жадовского городского поселения.

## География
Населённый пункт расположен на реке Елшанка, в 25 километрах к юго-западу от города Барыш — административного центра района. Расстояние до Ульяновска — 134 километра.

### Часовой пояс
Павловка, как и вся Ульяновская область, находится в часовой зоне МСК+1. Смещение применяемого времени относительно UTC составляет +4:00.

## История
В 1780 году, при создании Симбирского наместничества, село Рожественское Павловка тож, при речке Папузе, помещичьих крестьян и однодворцев, вошло в состав Канадейского уезда.
В 1859 году село Павловка, по левую сторону на коммерческом тракте из г. Симбирска в г. Пензу, входило в 1-й стан Карсунского уезда Симбирской губернии. Имелась церковь.
В селе Павловка (Рождественское) в 1869 году прихожанами был построен деревянный храм. Престолов в нём три: главный (холодный) в честь Рождества Христова и в приделах (тёплый): в правом — во имя св. великомученика Димитрия Солунского и в левом — во имя свв. безсребренников и чудотворцев Космы и Дамиана. 
Церковно-приходская школа в селе открыта в 1876 году, помещается в собственном здании.
До 2005 года являлось административным центром ныне упразднённого Павловского сельсовета.

## Население
| 2010 |
| ---- |
| 284  |

В 1780 году — 167 ревизских душ.
В 1859 году — в 42 дворах жило: 216 муж. и 234 жен.;
В 1900 году — прихожан в с. Павловке в 96 дворах жило: 295 м. и 311 ж.;
Согласно статистическим данным, в 1913 году в селе было 112 дворов, проживало 565 жителей. Население села в 1996 году — 434 человека.

## Инфраструктура
СПК "Искра" племенное хозяйство (черно-пестрая порода) производство молока. Село разделено на три улицы: Луговая, Молодёжная, Центральная.

## Известные уроженцы
- Трёшников Алексей Фёдорович (1914—1991) — советский океанолог, географ, исследователь Арктики и Антарктики, Герой Социалистического Труда, доктор географических наук (1963), профессор (1967), академик АН СССР (1981)[11].

## Достопримечательности
- Памятник воинам, погибшим в ВОВ 1941-1945 гг. (1985)[12]
- Храм Рождества Христова (Церковь в честь Рождества Христова) [13][14][15][16]. В 1970-1990 годы церковь в Павловке была одной из семи действующих в Ульяновской области[17].